# NGC 2849
NGC 2849 ist die Bezeichnung für einen offenen Sternhaufen vom Typ II2m im Sternbild Segel des Schiffs.
Entdeckt wurde das Objekt am 22. Januar 1838 von John Herschel.